# Aluminijumska bronza
Aluminijumska bronza je tip bronze u kojoj je aluminijum glavni legirajući metal dodat bakru, što je u kontrastu sa standardnom bronzom (bakar i kalaj) ili mesing (bakar i cink). Mnoštvo aluminijumskih bronzi različitih sastava je u industrijskoj upotrebi, pri čemu većina sadrži 5% do 11% aluminijum po težini. Drugi legirajući agensi kao što je gvožđe, nikl, mangan, i silicijum se takođe u nekim slučajevima dodaju aluminijumskim bronzama.

## Sastav
Sledeća tabela sadrži najčešće sastave standardnih aluminijumskih bronzi. Procenti pokazuju proporcionalni sastav legura po težini. Bakar, kao najzastupljeniji metal, nije naveden:
| Legura    | Aluminijum | Gvožđe    | Nikl      | Mangan    | Cink      | Arsenik |
| --------- | ---------- | --------- | --------- | --------- | --------- | ------- |
| 4.0–6.5%  | 0.5% max.  | 0.8% max. | 0.5% max. | 0.5% max. | 0.4% max. |         |
| 7.0–9.0%  | 0.5% max.  | 0.8% max. | 0.5% max. | 0.5% max. |           |         |
| 6.5–8.5%  | 1.5–3.5%   | 1.0% max. | 0.8% max. | 0.5% max. |           |         |
| 8.0–10.0% | 1.5% max.  | 0.8% max. | 1.5–3.0%  | 0.5% max. |           |         |
| 8.5–11.0% | 2.0–4.0%   | 1.0% max. | 2.0% max. | 0.5% max. |           |         |
| 8.5–11.5% | 2.0–6.0%   | 4.0–6.0%  | 2.0% max. | 0.5% max. |           |         |

## Osobine materijala
Aluminijumske bronze su cenjene zbog njihove visoke jačine i otpornosti na koroziju u odnosu sa druge legure bronze. Ove legure ne tamne, i imaju malu brzinu korozivnih reakcija u atmosferskim uslovima, niske brzine oksidacije na visokim temperaturama, i nisku reaktivnosti sa jedinjenjima sumpora i drugim proizvodima sagorevanja. One su takođe otporne na koroziju u morskoj vodi. Otpornost aluminijumskih bronzi na koroziju potiče od aluminijumske komponente legura, koja reaguje sa atmosferskim kiseonikom da formira tanki otporni površinski sloj alumine (aluminijum oksida), koji deluje kao barijera protiv korozije ove bakrom bogate legure. Osim aluminijuma, Vkalaj može da poboljša otpornost na koroziju.

## Literatura
1. ↑  „Beryllium-Copper MSDS” (PDF). csunitec.com. Архивирано из оригинала (PDF) 21. 12. 2010. г. Приступљено 17. 06. 2011.